# Мила
Ми́ла — село в Україні, у Бучанському районі Київської області. Населення становить 494 осіб. Входить до складу Дмитрівської сільської громади. Через село пролягає міжнародна автомагістраль М06E40 Київ — Чоп.

## Історія
Наприкінці XIX століття на базі заїжджих дворів поштової станції дороги Київ — Львів виник хутір Мила.
Перша документальна згадка про поселення датована 1900 роком. Тоді це були два хутори — Стара Мила, у якому був один двір та мешкало 5 осіб та Нова Мила, у якому було 5 дворів та мешкало 18 осіб. Згодом хутори стали єдиним селом — відбулося це вже у 1920-ті роки. 1932 року на хуторі Мила мешкало вже 165 осіб.

## Населення

### Мова
Розподіл населення за рідною мовою за даними перепису 2001 року:
| Мова       | Кількість | Відсоток |
| ---------- | --------- | -------- |
| українська | 453       | 91.7%    |
| російська  | 40        | 8.1%     |
| білоруська | 1         | 0.2%     |
| Усього     | 494       | 100%     |

## Відпочинок
Ресторанно-розважальний комплекс «Два́ Бобри́» розташований на 7-му кілометрі від КПП траси Київ—Житомир по вулиці Комарова, 91. Відкритий у 2007 році, ресторан європейської та української кухні має основний зал та літню терасу на 150 місць, що розташовані на березі двох живописних озер. Серед послуг комплексу — риболовля, оренда мангалів для приготування власних страв, пляж на берегу озера, футбол та волейбол, багі та квадроцикли, пейнтбол, зорб, тир, картинги, бадмінтон, фризбі, катання на човнах та катамаранах, «crazy-гольф», автостоянка. Загальна кількість місць у будиночках відпочинку — 27. Частина проєкту торговельно-розважального центру Mall of Ukraine.

## Відомі уродженці
- Угляренко Петро Володимирович (1922–1997) — український письменник.
- Колесникова Парасковія Митрофанівна (1885–1921) — українська акторка і співачка (меццо-сопрано). Відома за виступами в Театрі Миколи Садовського (1909–1916).

## Подія
20 жовтня 2018 року на світанку на 28-му км автошляху М06E40 Київ — Чоп, внаслідок ДТП біля села Мила, загинула акторка популярного гумористичного телепроєкту «Дизель Шоу» Марина Поплавська. Автобус «Неоплан» з акторами «Дизель Шоу» зіткнувся з вантажним автомобілем. Ще кілька акторів отримали важкі травми і були доставлені в лікарню. Всього в автобусі перебувало 14 пасажирів. За попередніми даними, водій автобуса не впорався з керуванням транспортного засобу, через що і сталося зіткнення.